# Mistrzostwa Świata w Lekkoatletyce 1987 – rzut dyskiem mężczyzn

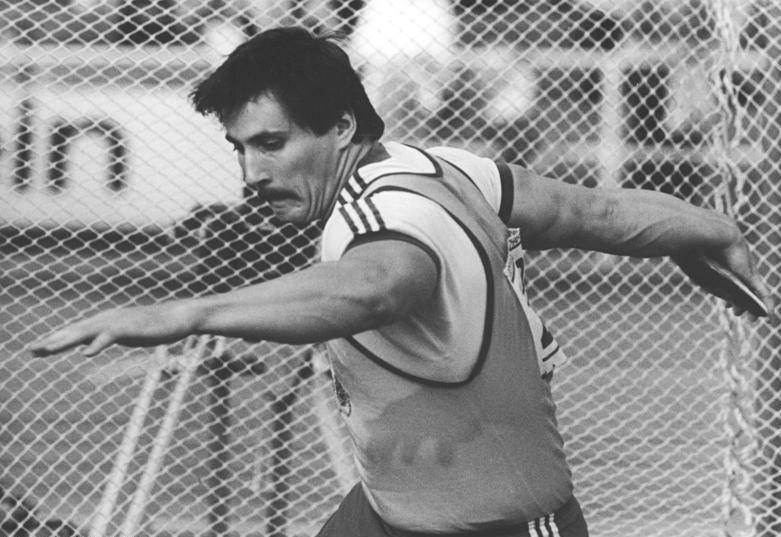
Mistrz świata Jürgen Schult

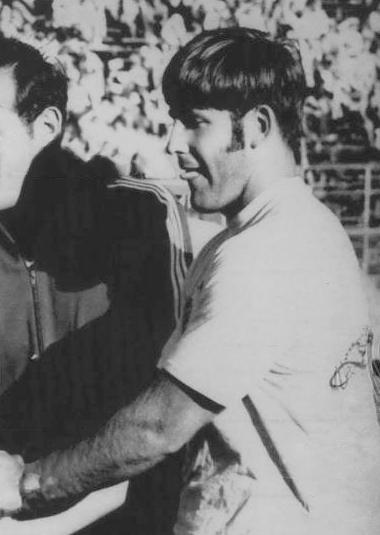
Wicemistrz świata John Powell

Rzut dyskiem mężczyzn – jedna z konkurencji technicznych rozgrywanych podczas lekkoatletycznych mistrzostw świata w 1987 na Stadionie Olimpijskim w Rzymie.
Zwycięzcą został Jürgen Schult z Niemieckiej Republiki Demokratycznej. Tytułu zdobytego na poprzednich mistrzostwach nie obronił Imrich Bugár z Czechosłowacji, który tym razem zajął 7. miejsce w finale.

## Terminarz
| Data       |              |
| ---------- | ------------ |
| 3 września | Kwalifikacje |
| 4 września | Finał        |

## Rekordy
|                          | Zawodnik      | Wynik | Miejsce        | Data                  |
| ------------------------ | ------------- | ----- | -------------- | --------------------- |
| Rekord świata            | Jürgen Schult | 74,08 | Neubrandenburg | 6 czerwca 1986(dts)   |
| Rekord mistrzostw świata | Imrich Bugár  | 67,73 | Helsinki       | 14 sierpnia 1983(dts) |

## Wyniki

### Kwalifikacje
Zawodnicy startowali w dwóch grupach. Minimum kwalifikacyjne wynosiło 65,00 m. Do finału awansowali miotacze, którzy uzyskali minimum (Q) lub 12 zawodników z najlepszymi wynikami (q).
| Pozycja | Grupa | Zawodnik                   | Państwo           | Wynik | Uwagi |
| ------- | ----- | -------------------------- | ----------------- | ----- | ----- |
| 1       | A     | Luis Delís                 | Kuba              | 66,06 | Q     |
| 2       | B     | Jürgen Schult              | NRD               | 66,04 | Q     |
| 3       | A     | Rolf Danneberg             | RFN               | 64,90 | q     |
| 4       | B     | Vaclavas Kidykas           | ZSRR              | 64,60 | q     |
| 5       | A     | Romas Ubartas              | ZSRR              | 64,48 | q     |
| 6       | B     | Wołodymyr Zinczenko        | ZSRR              | 64,30 | q     |
| 7       | B     | Gejza Valent               | Czechosłowacja    | 63,66 | q     |
| 8       | A     | John Powell                | Stany Zjednoczone | 63,62 | q     |
| 9       | B     | Alois Hannecker            | RFN               | 63,34 | q     |
| 10      | A     | Imrich Bugár               | Czechosłowacja    | 62,68 | q     |
| 11      | B     | Marco Martino              | Włochy            | 62,26 | q     |
| 12      | A     | Bradley Cooper             | Bahamy            | 61,70 | q     |
| 13      | A     | Knut Hjeltnes              | Norwegia          | 61,64 |       |
| 14      | A     | Dariusz Juzyszyn           | Polska            | 61,38 |       |
| 15      | A     | Stefan Fernholm            | Szwecja           | 61,36 |       |
| 16      | B     | Svein Inge Valvik          | RFN               | 59,76 |       |
| 17      | B     | Lars Sundin                | Szwecja           | 59,44 |       |
| 18      | A     | Vésteinn Hafsteinsson      | Islandia          | 59,32 |       |
| 19      | B     | Ray Lazdins                | Kanada            | 59,16 |       |
| 20      | B     | Randy Heisler              | Stany Zjednoczone | 59,02 |       |
| 21      | B     | Kamen Dimitrow             | Bułgaria          | 58,90 |       |
| 22      | A     | Georgi Georgiew            | Bułgaria          | 58,80 |       |
| 23      | A     | John Brenner               | Stany Zjednoczone | 58,44 |       |
| 24      | A     | Patrick Journoud           | Francja           | 57,84 |       |
| –       | A     | Konstandinos Jeorjakopulos | Grecja            | NM    |       |
| –       | B     | Göran Svensson             | Szwecja           | NM    |       |
| –       | B     | Werner Hartmann            | NRD               | DNS   |       |

### Finał
| Poz. | Zawodnik            | Państwo           | #1    | #2    | #3    | #4    | #5    | #6    | Wynik | Uwagi |
| ---- | ------------------- | ----------------- | ----- | ----- | ----- | ----- | ----- | ----- | ----- | ----- |
| 01 ! | Jürgen Schult       | NRD               | 65,80 | 68,74 | 66,18 | 67,36 | 66,74 | 65,94 | 68,74 | CR    |
| 02 ! | John Powell         | Stany Zjednoczone | 66,22 | 60,42 | 61,68 | –     | –     | –     | 66,22 |       |
| 03 ! | Luis Delís          | Kuba              | 63,30 | 64,28 | x     | x     | 65,56 | 66,02 | 66,02 |       |
| 4.   | Rolf Danneberg      | RFN               | 65,14 | 60,92 | 64,30 | 65,42 | 65,96 | 63,80 | 65,96 |       |
| 5.   | Wołodymyr Zinczenko | ZSRR              | 65,60 | 63,04 | 65,26 | 64,78 | 64,04 | x     | 65,60 |       |
| 6.   | Romas Ubartas       | ZSRR              | 65,06 | 63,22 | 62,82 | 65,04 | 65,50 | x     | 65,50 |       |
| 7.   | Imrich Bugár        | Czechosłowacja    | x     | 63,12 | 65,32 | 62,16 | x     | x     | 65,32 |       |
| 8.   | Vaclavas Kidykas    | ZSRR              | 57,78 | 62,30 | 63,64 | 60,22 | x     | x     | 63,64 |       |
| 9.   | Gejza Valent        | Czechosłowacja    |       |       |       |       |       |       | 61,98 |       |
| 10.  | Bradley Cooper      | Bahamy}           |       |       |       |       |       |       | 61,94 |       |
| 11.  | Alois Hannecker     | RFN               |       |       |       |       |       |       | 60,98 |       |
| 12.  | Marco Martino       | Włochy            |       |       |       |       |       |       | 60,60 |       |